# Islam aux Seychelles
Les Seychelles ont connu l'islam par des marchands arabes, bien avant que ces îles soient découvertes par les Européens. Mais il n'y a jamais eu d'habitants permanents aux Seychelles, jusqu'à ce que des Français s'y installent en 1770, ainsi que des Anglais. Aujourd'hui, la population musulmane est évaluée à 1,1 %, soit environ 900 personnes.
Contrairement à Zanzibar, aux Comores, aux Maldives, qui ont d'abord été colonisées par des musulmans.
Le gouvernement des Seychelles permet à la communauté musulmane d'avoir 15 minutes d'antenne à la radio le vendredi.